# I. Haszan marokkói szultán
I. Haszan (1836 – Tádla, 1894. június 7.) marokkói szultán 1873-tól haláláig.
Békés körülmények között lépett trónra 1873-ban. Uralmát a belső közrend megerősítésével kezdte, hogy az európai nagyhatalmaknak ne adjon ürügyet a beavatkozásra. Hagyományőrző, ugyanakkor a mérsékelt reformok felé nyitott uralkodóként kormányzott. Európai zsoldosokat alkalmazva kiképzőkként, új, állandó hadsereget hozott létre. Marokkói diákokat küldött Európába tanulni, és uralma jelentős részében küzdött a lázadozó törzsek ellen. 20 éves uralkodás után hunyt el 1894-ben.